# Apihimal
Apihimal (en népalais : अपिहिमाल) est une municipalité rurale du Népal située dans le district de Darchula. Au recensement de 2011, elle comptait 6 779 habitants.
Elle regroupe les anciens comités de développement villageois de Ghusa, Khandeswori et une partie de Guljar et Sitaula.